# Градович, Валентина Иосифовна
Валентина Иосифовна Градович (15 мая 1928, Минский округ — 31 мая 1995, Минская область) — телятница совхоза «Рованичи» Червенского района Минской области, Белорусская ССР. Герой Социалистического Труда (1966). Член ЦК Компартии Белоруссии.

## Биография
Родилась в 1928 году в крестьянской семье в деревне Виноградовка. В 1945 году окончила среднюю школу в деревне Рованичи. С 1945 года трудилась на садовом участке совхоза «Рованичи». С 1947 года — телятница на совхозной ферме, где проработала последующие тридцать лет.
Неоднократно участвовала во Всесоюзной выставке ВДНХ в Москве.
По результатам семилетки (1959—1965) среднесуточный привес у закреплённого за Валентиной Градович молодняка крупного рогатого скота составил 950 граммов. Указом Президиума Верховного Совета СССР от 22 марта 1966 года была удостоена звания Героя Социалистического Труда с вручением ордена Ленина и золотой медали «Серп и Молот».
В 1971 году избиралась делегатом XXVII съезда Компартии Белоруссии, членом ЦК.
Умерла 31 мая 1995 года.

## Награды
- Герой Социалистического Труда — указом Президиума Верховного Совета СССР от 22 марта 1966 года
- Орден Ленина
- Орден Октябрьской Революции
- Орден Дружбы народов